# Camino de la Madera
La Ruta de la Madera es la denominación de la carretera chilena de peaje correspondiente a la Ruta CH-156, que recorre la región del Biobío, en el sur de Chile, desde San Pedro de la Paz hasta Coihue, bordeando el río Biobío y pasando por el corazón de la cordillera de Nahuelbuta.
Inició su construcción en la década de 1950, y se pavimentó por etapas a partir de 1985, inaugurándose un tramo inicial de pavimento entre Concepción y Santa Juana en 1988, y manteniéndose en un perfil de camino rural, principalmente de ripio, entre esta última localidad y Nacimiento, desde donde se reiniciaba el pavimento hasta conectar con la Ruta 180 en Coigüe. Hasta el año 1999, los roles de dicho camino correspondían a O-70-Q en el tramo Concepción - Santa Juana - Límite Provincial, correspondiente a la Provincia de Concepción, y Q-40-O, en el tramo Coihue - Nacimiento - Límite Provincial, correspondiente a la Provincia de Biobío. 
En 1994, la ruta fue concesionada por el Ministerio de Obras Públicas, siendo una de las primeras efectuadas en el país, y consideró el mejoramiento de la ruta en sus 108,7 km de extensión con el objetivo de estandarizar su pavimentación y permitir la conexión más directa desde las localidades del sur de la provincia hacia los puertos de la Región del Biobío. Correspondía a la Concesión "Camino de La Madera Sociedad Concesionaria S.A".
Sin embargo, dicha concesión fue finalizada, terminando el contrato de forma anticipada durante el año 2012, producto de diversos factores, tanto consecuencia del Terremoto de Chile de 2010, como de repetidos derrumbes en el trazado a raíz de las constantes inundaciones provocadas por las crecidas del río Biobío, y la inseguridad del trazado sumamente sinuoso y altamente utilizado por camiones que transportan madera y productos de la actividad papelera y forestal.
Desde el año 2022, se han efectuado diversos anuncios de estudios en desarrollo y análisis para una volver a licitar la carretera bajo el sistema de concesiones con el objetivo de mejorar la infraestructura, desarrollar nuevas obras y mantener el estándar de la ruta correctamente, ya que han sido frecuentes los desprendimientos de rocas y socavones en su trazado. En tanto, la mantención periódica de la ruta se encuentra a cargo de la Dirección de Vialidad del MOP, para lo cual se realiza el cobro por uso en la plaza de peaje San Roque, ubicada aproximadamente en el límite comunal entre Santa Juana y Nacimiento. 

## Camino de la Madera

### Sectores en carretera
- San Pedro de la Paz-Coihue 114,78 km de calzada simple.
- By Pass Santa Juana 3 km de calzada simple.
- By Pass Coihue 1 km de calzada simple.

### Plaza de Peaje
- Kilómetro 74 Troncal San Roque. Nacimiento

## Terremoto en Chile de 2010
Producto del fuerte terremoto en Chile de magnitud 8,8, registrado el 27 de febrero de 2010, se produjeron agrietamientos y desniveles en la calzada, generándose 50 puntos críticos, 10 de ellos graves, con grietas de medio metro a dos metros de profundidad. Todo ello afectó severamente la transitabilidad de la ruta, por lo que se efectuaron reparaciones urgentes para restablecer la conexión entre Nacimiento y Concepción. Decenas de localidades interiores en Nacimiento y Santa Juana quedaron prácticamente aisladas para el tránsito vehicular por largas semanas hasta que el camino fue recuperado.